# Grubenkopf
Der Grubenkopf ist ein ausgeprägter 1839 m ü. NHN, nach anderen Quellen 1847 m hoher Gipfel im Klammspitzkamm in den Ammergauer Alpen.

## Gipfel
Der Gipfel ist von Süden über den mäßig steilen Gras- und Latschenhang leicht zu erreichen. Kleine Steige führen dabei von der südöstlich gelegenen Hirschwanghütte (1706 m ü. NHN) oder von Nordwesten aus dem Buchinger Rosstall auf den Berg.  Die Nordostflanke fällt vom Gipfel in einer senkrechten Felswand ab und geht dann in steiles Schrofengelände über. Am höchsten Punkt befindet sich ein großes Gipfelkreuz.